# Frontera entre l'Iran i el Pakistan
La frontera entre l'Iran i el Pakistan és la frontera de 959 kilòmetres en sentit nord-sud que separa l'oest de l'Iran (província de Sistan i Balutxistan) de l'est del Pakistan (Balutxistan Oriental). S'estén des de l'oceà Índic al sud, a l'est del golf d'Oman fins al trifini entre ambdós estats i l'Afganistan al nord. Travessa la regió històrica del Balutxistan, separada entre els tres estats veïns en la segona meitat del segle xix, en l'època en què traçava la frontera entre Pèrsia i el Raj Britànic. L'Iran fou disputat per l'Imperi Britànic i l'Imperi Rus, que finalment se'l repartiren entre 1908 i 1921, any en què aconseguí la independència. El Pakistan formava part del Raj Britànic d es de 1857 fins que es va independitzar en 1947.

## Mur de seguretat
Des de 2007 Iran va començar a construir un mur de seguretat entre ambdós estats com a substitució d'una tanca intermitent a la frontera. Es tracta d'un mur de formigó de 91,4 cms d'ample per 3,05 metres d'alt, fortificat amb varetes d'acer, que s'estendrà per uns 700 kilòmetres de la frontera des de Taftan a Mand. El projecte inclourà terraplens de grans dimensions i terra i profunds rases per dissuadir els creuaments il·legals i el tràfic de drogues a l'Iran. La regió fronterera ja està plena de torres d'observació policial i guarnicions d'estil fortificat per a les tropes. Iran i el Pakistan no tenen conflictes fronterers ni altres reclams irredentistes i el Ministeri d'Afers Exteriors del Pakistan ha afirmat que "el Pakistan no té cap reserva perquè l'Iran està construint la tanca del seu territori".
El propòsit del mur és aturar l'entrada il·legal i aturar el flux de drogues, així com respondre als recents atacs terroristes, principalment a la ciutat fronterera iraniana de Zahedan el 17 de febrer de 2007, en el qual moriren 13 persones, inclosos nou oficials dels Guàrdies de la Revolució. Tanmateix, la portaveu del Ministeri d'Afers Exteriors de Pakistan, Tasnim Aslam, va negar qualsevol relació entre la tanca i l'explosió de la bomba i va dir que l'Iran no acusava d'aquests incidents a Pakistan.

## Reaccions al mur
El Ministeri d'Afers Exteriors pakistanès ha dit que l'Iran té dret a erigir la tanca fronterera al seu territori. Tanmateix, es va plantejar l'oposició a la construcció del mur per l'Assemblea Provincial de Balutxistan. Va sostenir que la muralla crearia problemes per a les poblacions balutxis, les terres de les quals se situaven a cavall a la regió fronterera. La comunitat es dividiria políticament i socialment, i el comerç i les activitats socials quedarien greument impedides. El líder de l'oposició Kachkol Ali va dir que els governs d'ambdós països no havien demanat l'opinió dels balutxis en aquest afer, demanava que la construcció s'aturés immediatament i va apel·lar la comunitat internacional a ajudar el poble balutxi.